# 무전동
무전동(霧田洞)는 대한민국 경상남도 통영시의 행정동이다. 1985년 12월 18일 북신동에서 분동된 동이다. 통영시의 관문에 위치해 있으며, 도농 복합지역으로 무전매립지에 신도시 개발한 곳이다. 시의 주요 관공서 및 숙박업소, 유흥업소, 대형상가, 아파트가 밀집해 있다.

## 연혁
- 995년 고려 성종 14년 고주자사 고성현에 속함
- 1018년 고려 현종 9년 거제현 두룡포에 속함
- 조선시대
  - 1667년 조선 숙종 3년 고성현 춘원면에 속함
  - 1900년 광무 4년 진남군 동면에 속함
  - 1909년 융희 3년 용남군 동면
- 일제시대
  - 1914년 통영군 통영면에 속함
  - 1931년 통영군 용남면 무전리에 속함
- 대한민국
  - 1973년 충무시 북신동에 속함
  - 1985년 충무시 무전동 분동
  - 1995년 통영시 무전동 (시군 통합)

## 교육
- 통영초등학교
- 통영중앙중학교

## 기관
- 통영경찰서
- 통영세무서
- 통영우체국
- 통영지방노동사무소
- 통영소방서 무전파출소
- 지적공사 통영출장소
- 국민연금공단 통영지사